# Hecht’s
Hecht’s (auch bekannt als Hecht Brothers, Hecht Bros. und Hecht Company) war eine Warenhauskette in den USA mit 81 Filialen (Stand 2005). Das Unternehmen wurde 1857 in Baltimore gegründet. Sitz des Unternehmens war zuletzt Arlington in Virginia, bevor es 2006 von der Warenhauskette Macy’s übernommen wurde.

## Geschichte

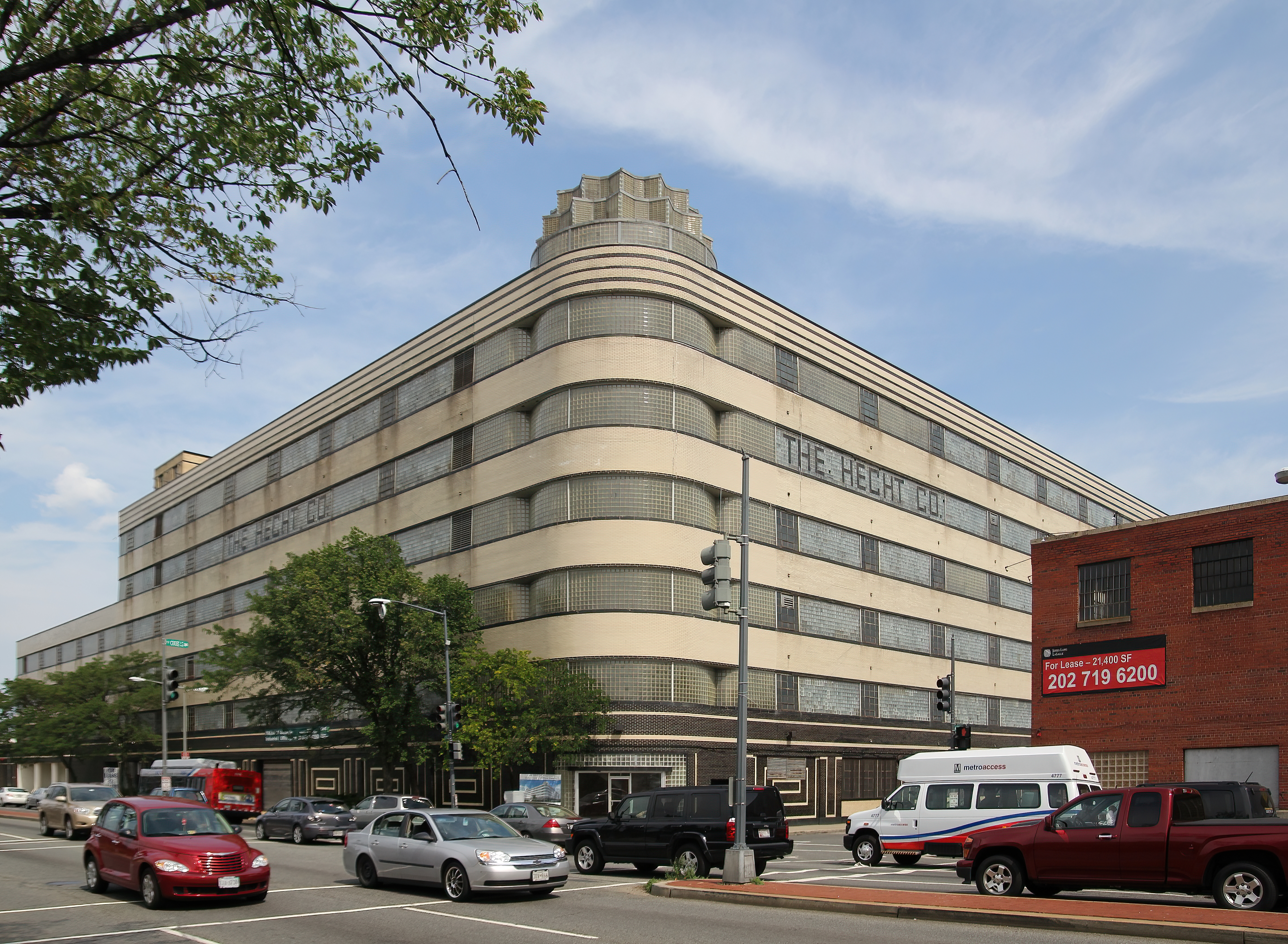
Hecht Company Warehouse in Washington, aktuelle Ansicht (2012)

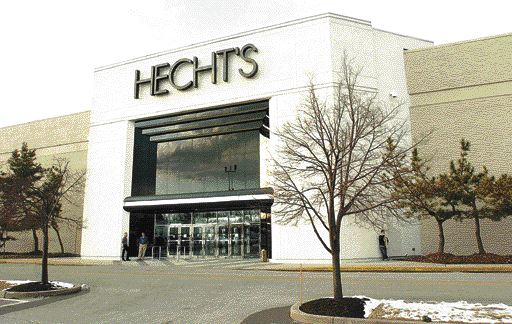
Ehemaliges Hecht’s-Warenhaus in Wheaton, Maryland (USA), Gebäude 2011 abgerissen.

Die Hecht Company wurde 1857 von dem deutschen Einwanderer Samuel Hecht (* 10. Dezember 1830 in Langenschwarz; † 7. Februar 1907 in Baltimore) gegründet. Die jüdische Kaufmannsfamilie wanderte 1847 vom hessischen Burghaun nach Amerika aus.
Bekannt ist ferner das Hecht Company Warehouse in Washington, D.C., ein Gebäude im Stil der Streamline-Moderne.